# What a Wonderful World
What a Wonderful World és una cançó de jazz escrita per Bob Thiele i George David Weiss. Va ser estrenada per Louis Armstrong i editada per primera vegada en un disc senzill a principis de la tardor de 1967. Pretenia ser un antídot al clima polític i racial de la dècada de 1960; fou escrita especialment per a Louis Armstrong, que li va imprimir un atractiu especial.
La cançó descriu l'admiració del cantant per les coses senzilles del dia a dia, i manté un to optimista amb l'esperança en el futur, incloent una referència als nadons que neixen al món amb molt per veure i saber. Inicialment, no va ser un èxit als Estats Units, on va vendre menys de 1000 còpies, però sí que va aconseguir un millor recepció en el Regne Unit, fins a aconseguir el primer lloc de vendes el 1968.
La difusió mundial de la cançó va tenir lloc a partir de la seva inclusió el 1987 en la banda sonora de la pel·lícula Good Morning, Vietnam, dirigida per Barry Levinson i protagonitzada per Robin Williams. Posteriorment ha aparegut altres films entre els quals cal destacar Dotze micos (1995), Coneixes a Joe Black? (1998) –com a tema principal–, el documental Bowling for Columbine (2002), en la seqüència que mostra les agressions imperialistes comeses per Estats Units durant la segona meitat del segle xx, i Madagascar (2005). També va ser la banda sonora inicial dels primers cinc episodis de la sèrie nord-americana Coses de casa (1989-1997).
Va ser una de les cançons que van formar part de la llista de cançons inadequades segons Clear Channel Communications després dels atemptats de l'11 de setembre de 2001.

## Principals interpretacions
- 1967 Louis Armstrong: versió original amb més d'un milió de còpies venudes.
- 1968 Engelbert Humperdinck en el seu tercer long play de Decca titulat A Man Without Love (adaptació i introducció a Anglaterra i Europa).
- 1970 Louis Armstrong amb l'orquestra d'Oliver Nelson; inclou una introducció parlada.
- 1981 The Kelly Family en el seu àlbum Wonderful World!
- 1993 Israel Kamakawiwoʻole en el seu àlbum Facing Future en un mescla al costat de "Over the rainbow".[6]
- 1995 Tokyo Ska Paradise Orchestra, amb Misty Oldland en el seu àlbum Grand Prix.
- 1995 Natalie Col·le amb Plácido Domingo i Josep Carreras en el seu àlbum de Nadal en viu A Celebration of Christmas Live From Vienna.
- 1999 Anne Murray en el seu àlbum What a Wonderful World, que va vendre més de 2.500.000 còpies.
- 1999 Brandon Fields en el seu àlbum Fields & Strings.
- 2001 Vince Clarke descàrrega digital, a duo amb el seu germà Mick Martin.
- 2001 Michael Bublé en el seu àlbum Babalu.
- 2001 Donna Burke en el àlbumVandread: Original OVA Soundtrack 1 / Yasunori Iwasaki, Various Artists, com a part de la banda sonora de l'animi Vandread.
- 2002 Tony Bennett en l'àlbum A Wonderful World.
- 2002 Joey Ramone en l'àlbum Don't Worry About Me.
- 2003 B.B. King en el seu àlbum Reflections.
- 2003 Sarah Brightman en el seu àlbum Harem.
- 2003 Nicky Rubin en el seu àlbum Radio Silence.
- 2004 Rod Stewart i Stevie Wonder.[7]
- 2004 Céline Dion en el seu àlbum A New Day... Live in Las Vegas.
- 2004 Eva Cassidy en el seu àlbum Wonderful World.[8]
- 2007 Mika Nakashima en el seu àlbum YES.
- 2006 Karamelo Santo en el seu àlbum La gente de arriba.
- 2006 Helmut Lotti en el seu àlbum The Crooners.
- 2007 Keane en el seu àlbum Little broken words.
- 2007 Angels & Airwaves.
- 2007 Roupa Nova en el seu àlbum Natal todo dia.
- 2007 Tragicomi-K grava una adaptació lliure en castellà anomenada "Mundo de amor" composta per José Riaza per a l'àlbum La ley de la naturaleza.
- 2008 Luddi Ethos.
- 2008 Katie Melua amb Eva Cassidy en el seu àlbum The Katie Melua Collection.[8]
- 2008 Ministry en el seu àlbum Cover Up.
- 2008 El Froncysyllte Male Voice Choir en el seu àlbum Voices Of The Valley: Home.
- 2009 Bob Sinclar en el seu àlbum Born in 69, on la veu de Ron Carroll i la col·laboració del DJ Axwell.
- 2011 Rod Stewart inclou aquesta cançó en la seva recopilació de cançons anomenada "The Best of the Great American Songbook".
- La banda uruguaiana No Te Va Gustar toca una versió instrumental d'aquesta cançó en els seus concerts.
- 2011 El cantautor mexicà Kalimba Marichal inclou aquesta cançó com l'últim tema de "Homenaje a las Grandes Canciones Vol. II".
- 2011 Dancing Mood en el seu disc Non Stop Vol. 1.
- 2015 Libera en el seu àlbum Angels Sing: Libera in America, i llançada com a senzill el 4 de febrer de 2015.[9]
- 2018 Il Divo versiona la cançó en espanyol, titulada Que bonito es vivir, inclosa en el disc Timeless publicat en 2018.